# 봉대산 불다람쥐 연쇄 방화사건
봉대산 불다람쥐 연쇄 방화사건은 1994년부터 2011년까지 17년간 봉대산 불다람쥐라고 부르는 김모씨(52)가 울산광역시 봉대산에 방화를 96차례 저지른 방화 사건으로 대한민국 정부 수립 이래 역대 3위 현상금(3억원)이 걸린 최대 사건 중 하나였다.

## 사건 경과

### 발단
1994년 울산광역시 동구 동부동의 마골산, 염포산, 봉대산 일대 반경 3km 이내에서 해마다 대형 산불이 발생했고 경찰은 처음엔 산불이 등산객들이 버리고 간 담배꽁초 등에서 시작된 안전 사고로 인식했지만 해를 거듭할수록 화재 사고가 늘어나자 의도적인 방화 사건으로 판단하고 이듬해인 1995년 봉대산 방화범에게 현상금 500만원을 걸었다.

### 전개
사건이 점점 커지면서 산에 감시원을 투입한 것은 물론 수사전담팀까지 꾸리는 등 방화범 체포를 위해 노력했지만 그 때마다 방화범은 모든 감시망을 피해다니며 산에 불을 지르고 도주했다.
그러는동안 봉대산은 되돌릴 수 없을 정도의 막대한 피해를 입었고 어느새 사람들은 이 방화범의 별명을 봉대산 불다람쥐라고 붙였으며 2009년 11월 울산광역시경찰청은 현상금을 3천만원에서 3억원으로 무려 10배 인상하는 등 방화범 검거에 총력을 기울였다.

### 검거
2011년 3월 12일 방화가 일어난 시점에 산에서 내려오던 방화범 김씨의 모습이 화재 인근 지점 아파트 CCTV에 고스란히 찍혔고 결국 13일 뒤인 3월 25일 17년만에 방화범 김씨를 체포하는데 성공했는데 알고보니 김씨는 대기업의 중간관리자로 밝혀졌다.
주말이나 밤에만 방화를 저지른 이유도 김씨가 낮에는 평범한 직장생활을 하고 있었으므로 낮에나 평일에는 직장에 다녀야했기에 주말이나 밤에 이런 범행을 저질렀고 김씨는 방화를 저지른 이유에 대해 "가정적인 문제로 생긴 스트레스 해소를 위해서 일부러 산에 불을 질렀다"고 밝혔다.
또한 김씨는 자신이 어렸을 때 부모가 화전민이었었고 어렸을 때 화전을 하기 위해 부모가 산에 불을 지르던 광경에 익숙해졌다고 밝히기도 했다.
결국 1994년부터 17년간 저지른 방화로 인해 축구장 114개 면적인 81.9ha가 잿더미가 되었고 피해액도 무려 현상금의 6배인 18억원에 달하는 것으로 최종적으로 밝혀진 것은 물론 김씨는 산림법 위반 혐의로 대법원으로부터 징역 10년의 중형을 선고받고 교도소에 수감되었다.
아울러 2011년 5월 22일 울산 동구청은 김씨에게 5억원을 배상하라는 청구 소송을 울산지방법원에 제기했고 결국 12월 30일 대부분이 인정되어 최종적으로 4억 2천만원을 배상하라는 판결이 내려졌으며 김씨는 2021년 3월 25일 출소했다.